# Ulrich Büscher
Ulrich "Uli" Büscher (* 20. Oktober 1958 in Bielefeld; † 31. Dezember 2020 ebenda) war ein deutscher Fußballspieler. Er spielte für Arminia Bielefeld und den VfL Osnabrück im Profibereich.

## Laufbahn

### Spieler
Der Abwehrspieler spielte zunächst bei SC Bielefeld 04/26, bevor er als A-Jugendlicher zu Arminia Bielefeld wechselte. Dort blieb er bis zum Karriereende 1988, nur unterbrochen von der Saison 1978/79, als er für ein halbes Jahr an den VfL Osnabrück ausgeliehen wurde. Büscher galt als kampfstark und vielseitig einsetzbar. Er debütierte 6. August 1977 unter Trainer Karlheinz Feldkamp in der 2. Bundesliga Nord. Der DSC gewann mit 3:0 beim OSC Bremerhaven und der Nachwuchsspieler spielte im Mittelfeld an der Seite von Wolfgang Mittendorf und Lorenz-Günther Köstner. Am Rundenende feierte Bielefeld mit einem Punkt Vorsprung vor Rot-Weiss Essen die Meisterschaft und damit die Bundesligarückkehr. Büscher war in 29 Ligaspielen aufgelaufen und hatte drei Tore erzielt. Er wurde während der folgenden Runde 1978/79 an den VfL Osnabrück ausgeliehen und erlebte in 20 Zweitligaeinsätzen den Druck des Abstiegskampfes. Zur Runde 1979/80 kehrte er nach Bielefeld zurück und spielte mit der Arminia eine überragende Runde in der 2. Bundesliga. Mit dem Torverhältnis von 120:31 und zwölf Punkten Vorsprung vor dem Vizemeister Rot-Weiss Essen gewann die Mannschaft von der Alm unter Trainer Hans-Dieter Tippenhauer die Meisterschaft und stieg damit direkt in die Bundesliga auf. Der Kämpfer in der Defensive war in 27 Ligaspielen (drei Tore) an der Seite der Torjäger Christian Sackewitz (35 Tore), Norbert Eilenfeldt (30 Tore) und Gerd-Volker Schock (21 Tore) aufgelaufen.
Sein Debüt in der erstklassigen Bundesliga fand am ersten Spieltag der Saison 1980/81 statt, als der Aufsteiger mit 2:5 das Heimspiel gegen den 1. FC Köln verlor. Während der Runde gehörte er mit zwölf Erstligaeinsätzen nicht der Stammbesetzung der ab 1. Dezember 1980 von Horst Franz trainierten Arminia an. Dennoch schrieb Büscher am 14. Oktober 1980 Bundesligageschichte, als er mit einem verunglückten Schuss im Spiel beim Karlsruher SC den Schiedsrichter Max Klauser K.o. schoss, so dass Klauser als erster Schiedsrichter der Bundesligageschichte ausgewechselt und ins Krankenhaus gebracht werden musste. Büscher entschuldigte sich bei Klauser, erhielt jedoch von dessen Krankenkasse einen Brief, die die 60.000 Mark Behandlungskosten einforderte. Das Verfahren wurde eingestellt. Am Rundenende rettete sich Bielefeld mit 26:42 Punkten auf den 15. Rang. In der folgenden Runde musste sich der Renner und Rackerer sogar mit nur drei Einsätzen begnügen. 
Erst als Horst Köppel zur Saison 1982/83 das Traineramt übernahm, ging es für Büscher in der Bundesliga aufwärts, aber auch für die Mannschaft. An der Seite von Karl-Heinz Geils, Dirk Hupe, Wolfgang Pohl und Horst Wohlers verhalf er in 23 Ligaeinsätzen Bielefeld zum achten Tabellenrang. Unter Köppel-Nachfolger Karlheinz Feldkamp gehörte er mit 28 Ligaeinsätzen (zwei Tore) in der folgenden Saison 1983/84, auch hier belegten die Arminen den 8. Rang, der Stammformation vor Torhüter Wolfgang Kneib an. Unter Trainer Gerd Roggensack wendete sich 1984/85 das Blatt, Bielefeld belegte punktgleich mit Fortuna Düsseldorf den 16. Rang und musste gegen den 1. FC Saarbrücken in die Relegation. Büscher hatte in der Bundesligarunde 25 Ligaspiele absolviert. In den zwei Relegationsspielen gegen die Saarländer (0:2 in Saarbrücken und 1:1 in Bielefeld) kam er in beiden Spielen zum Einsatz, konnte den Abstieg in die 2. Liga aber nicht verhindern. Sein letztes Spiel in der Bundesliga absolvierte Büscher am 8. Juni 1985 bei einem 1:0-Heimerfolg gegen Bayer Uerdingen. Vor Torhüter Kneib und der Abwehrkette mit Detlef Schnier, Horst Wohlers, Dirk Hupe und Norbert Dronia agierte er an der Seite von Pasi Rautiainen, Franco Foda und Ronald Borchers im defensiven Mittelfeld. Seine letzten vier Pflichtspiele bestritt der Defensivspieler für die Arminia in der 2. Bundesliga gegen die SG Wattenscheid 09 (2:3), Viktoria Aschaffenburg (1:1), SV Darmstadt 98 (1:1) und am 20. September 1986 bei einem weiteren 1:1 auf der Alm gegen Rot-Weiss Essen als linker Verteidiger.

### Statistik und Erfolge
Der Defensivspieler absolvierte bei Arminia Bielefeld von 1980 bis 1985 in der Fußball-Bundesliga 91 Ligaspiele und erzielte dabei zwei Tore. Er gehörte zu Arminias Meistermannschaften der Runden 1977/78 und 1979/80 in der 2. Fußball-Bundesliga an und bestritt in der Zweitklassigkeit insgesamt 111 Ligaspiele und erzielte sechs Tore.

### Trainer
Im Sommer 1987 war seine Laufbahn als Lizenzspieler beendet und er war die nächsten Jahre im Bielefelder Raum als Trainer im Amateurlager unterwegs. Er trainierte den SV Gadderbaum, Tur Abdin Gütersloh, Teutonia Altstadt, seinen Heimatverein SC Bielefeld 04/26 und zuletzt bis 2009 den Bünder SV. Zwischenzeitlich arbeitete Büscher als Scout für Arminia Bielefeld.

## Leben
Ulrich Büscher erlernte den Beruf des Karosseriebauers. Er arbeitete zuletzt bei der Gesellschaft für Arbeits- und Betriebsförderung als Vertriebsleiter und engagierte sich für Arbeitslose und verarmte Menschen. Im Jahr 2017 befiel ihn eine schwere Augenkrankheit, die zu seiner Erblindung führte. Büscher verstarb in einem Pflegeheim im Bielefelder Stadtteil Theesen.